# Ordinance of Labourers
L'Ordinance of Labourers (1349) (Ordenança dels treballadors) és un text legal de l'Anglaterra medieval que sovint es considera el punt d'inici del dret laboral anglès. Específicament fixa salaris i imposa un control de preus, requereix que tothom que estigui per sota dels 60 anys treballi, prohibeix captar els serfs dels altres senyors i altres temes.
L'Ordinance es va emetre en resposta a les conseqüències demogràfiques i laborals de la Pesta negra (1348-1350) a Anglaterra. S'ha estimat que per aquesta malaltia morí entre el 30-40% de la població europea. Els treballadors que van sobreviure van demanar una millora de les condicions laborals.
Els terratinents es resistien a acceptar els salaris més alts i hi va haver una gran inflació dels preus.
Aquesta llei va ser emesa pel rei Eduard III d'Anglaterra el 18 de juny de 1349. Tanmateix no va ser gaire efectiva i va haver de ser reforçada amb un Estatut dels Treballadors (Statute of Labourers) l'any 1351.